# Paolo Emilio Besenzi
Paolo Emilio Besenzi (Reggio Emilia, 1608 – Reggio Emilia, 1656) è stato un pittore, scultore e architetto italiano attivo soprattutto a Reggio Emilia.

## Biografia
Nacque nella villa che la famiglia aveva fatto costruire fuori città, tuttora esistente e nota ora come  Villa Levi.
La notizia, data da Girolamo Tiraboschi, di un suo breve soggiorno in Francia alla corte di Luigi XIII non trova riscontri. 
Si è formato alla scuola di Francesco Albani ed è stato buon amico di Lionello Spada. Ha lavorato nelle chiese di San Pietro e di San Prospero, per la confraternita di san Domenico, e forse per la ricostruzione della chiesa di sant'Agostino. È stato sepolto nella chiesa di Santa Maria Maddalena, ora distrutta.
Le sue opere (di cui una parte è andata perduta) sono state riconosciute, tra molte difficoltà, soprattutto dagli anni Settanta del secolo scorso in poi. Una mostra nel 1975 ha messo in luce le caratteristiche di questo artista, grazie agli studi del critico Carlo Volpe e del suo allievo Massimo Pirondini. 

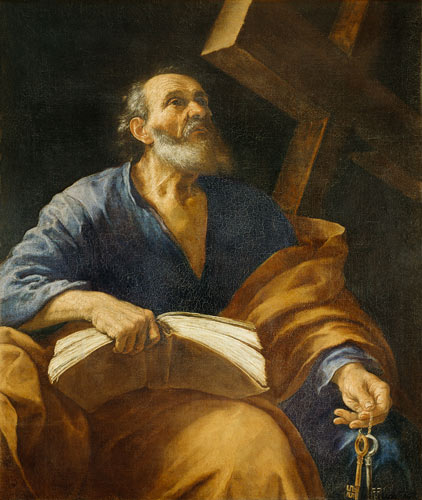
San Pietro. Bologna, Collezione privata

Nella chiesa di San Pietro, nei primi due altari a destra e a sinistra della navata, Besenzi ha costruito due ancone con cariatidi e figure allegoriche, una delle quali contiene la grande tela, di sua mano, del Martirio dei santi Placido e Flavia; vi si trovano anche le imponenti statue dei santi Pietro e Prospero ai lati dell'altar maggiore, e un pregevole rilievo in stucco rappresentante il Cristo risorto, nel soffitto della sagrestia.
In San Prospero si trova una tela con i santi Simone, Bernardo e Caterina d'Alessandria. Nel Duomo ci sono quattro statue raffiguranti i patriarchi. Esse nella collocazione originaria in san Domenico rappresentavano i quattro evangelisti.
A Bologna si conservano tre tele di Besenzi: Giacobbe piange Giuseppe (Pinacoteca Nazionale), San Pietro e Susanna e i vecchi (collezione privata).